# Kanthanahalli, Sorab
Kanthanahalli là một làng thuộc tehsil Sorab, huyện Shimoga, bang Karnataka, Ấn Độ.